# Gniew (gmina)
Pour la ville, voir Gniew.
La gmina de Gniew est une commune urbaine-rurale de la voïvodie de Poméranie et du powiat de Tczew. Elle s'étend sur 194,78 km² et comptait 15.534 habitants en 2006. Son siège est le village de Gniew qui se situe à environ 31 kilomètres au sud de Tczew et à 61 kilomètres au sud de Gdansk, la capitale régionale.

## Villages
Hormis la ville de Gniew, la gmina de Gniew comprend les villages et localités d'Aplinki, Brody, Ciepłe, Cierzpice, Dąbrówka, Gogolewo, Jaźwiska, Jeleń, Kolonia Ostrowicka, Kuchnia, Kursztyn, Mała Karczma, Nicponia, Opalenie, Ostrowite, Piaseckie Pola, Piaseczno, Pieniążkowo, Polskie Gronowo, Półwieś, Rakowiec, Stary Młyn, Szprudowo, Tymawa, Widlice, Wielkie Walichnowy, Wielkie Wyręby et Włosienica.

## Gminy voisines
La gmina de Gniew est voisine des gminy de Kwidzyn, Morzeszczyn, Nowe, Pelplin, Ryjewo, Sadlinki, Smętowo Graniczne et Sztum.